# Église Saint-Romain de Saint-Romain-de-Surieu
L'église Saint-Romain de Saint-Romain-de-Surieu sur la commune de Saint-Romain-de-Surieu en Isère est un ancien prieuré roman bénédictin et église paroissiale situé à l'est du bourg, proche de la Sanne.

## Situation et histoire
Saint-Romain de Surieu, depuis le début du deuxième millénaire a deux églises: l'ancienne chapelle castrale dédiée à Notre Dame sur le promontoire de Surieu qui sera abandonné par la plupart de ses habitants dès le XIVe siècle alors que le bourg se développe sur les rives de la Sanne et, plus bas, à huit cents mètres, à l'est du bourg, le prieuré Saint-Romain cité déjà comme église paroissiale en 1075. Il est rattaché au monastère Saint-Pierre de Vienne par une bulle de 1503. Il ne reste rien des autres constructions du prieuré, leur localisation exacte n'est pas connue.
Quelques moines sont encore signalés en 1452. Il n'y a pas de trace de l'activité monastique ensuite même si la paroisse reste toujours une dépendance de l'abbaye Saint-Pierre de Vienne jusqu'au XVIIIe siècle.
L'église est entourée du seul cimetière connu sur ce territoire montrant que c'est bien l'église principale de la paroisse. Une troisième église de cette paroisse à la Chapelle-de-Surieu, située à plus d'une lieue de Saint Romain, obtient son indépendance paroissiale avec constitution de son propre cimetière à la suite de la visite épiscopale de l'archevêque et comte de Vienne en 1706,.
Elle est sur l'itinéraire du GR 65 également fléché comme chemin de Saint-Jacques-de-Compostelle.
Elle bénéficie d'une restauration importante en 1967.
La paroisse Notre Dame des Sources en Sanne Dolon regroupe maintenant Saint-Romain avec huit autres clochers ou anciennes paroisses.

## Description
L'édifice, parfaitement orienté[pas clair], mesure 21 mètres sur 8,50 mètres environ. Constitué d'une nef charpentée, d'une tour clocher formant la première travée du chœur, il se termine par un chevet plat constituant une abside rectangulaire. Ce plan, s'il ne permet pas de dater l'église est utilisé dès les constructions paléochrétiennes. L'accès par la façade occidentale se fait après avoir franchi l'enceinte du cimetière.
À l'intérieur, la nef dont la charpente récente est apparente, s'ouvre sur le chœur un peu plus étroit et vouté en berceau brisé par un arc triomphal ogival, cette première travée carrée sous le clocher se prolonge par une abside rectangulaire à chevet plat percé d'une haute fenêtre en plein cintre.
Un cadran canonial figure sur le chaînage d'angle sud ouest de la nef,.

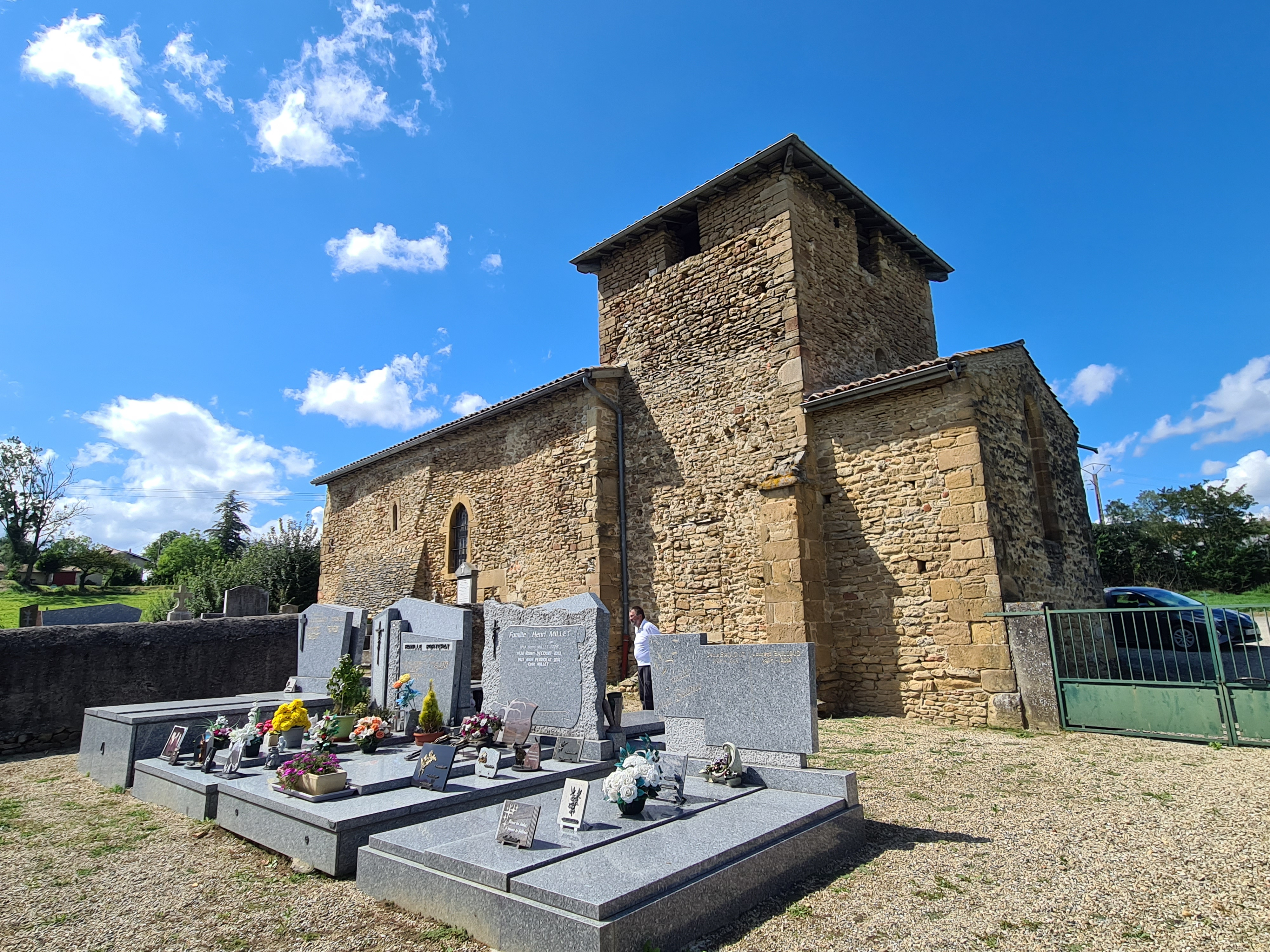
Église Saint-Romain de Surieu, vue sud
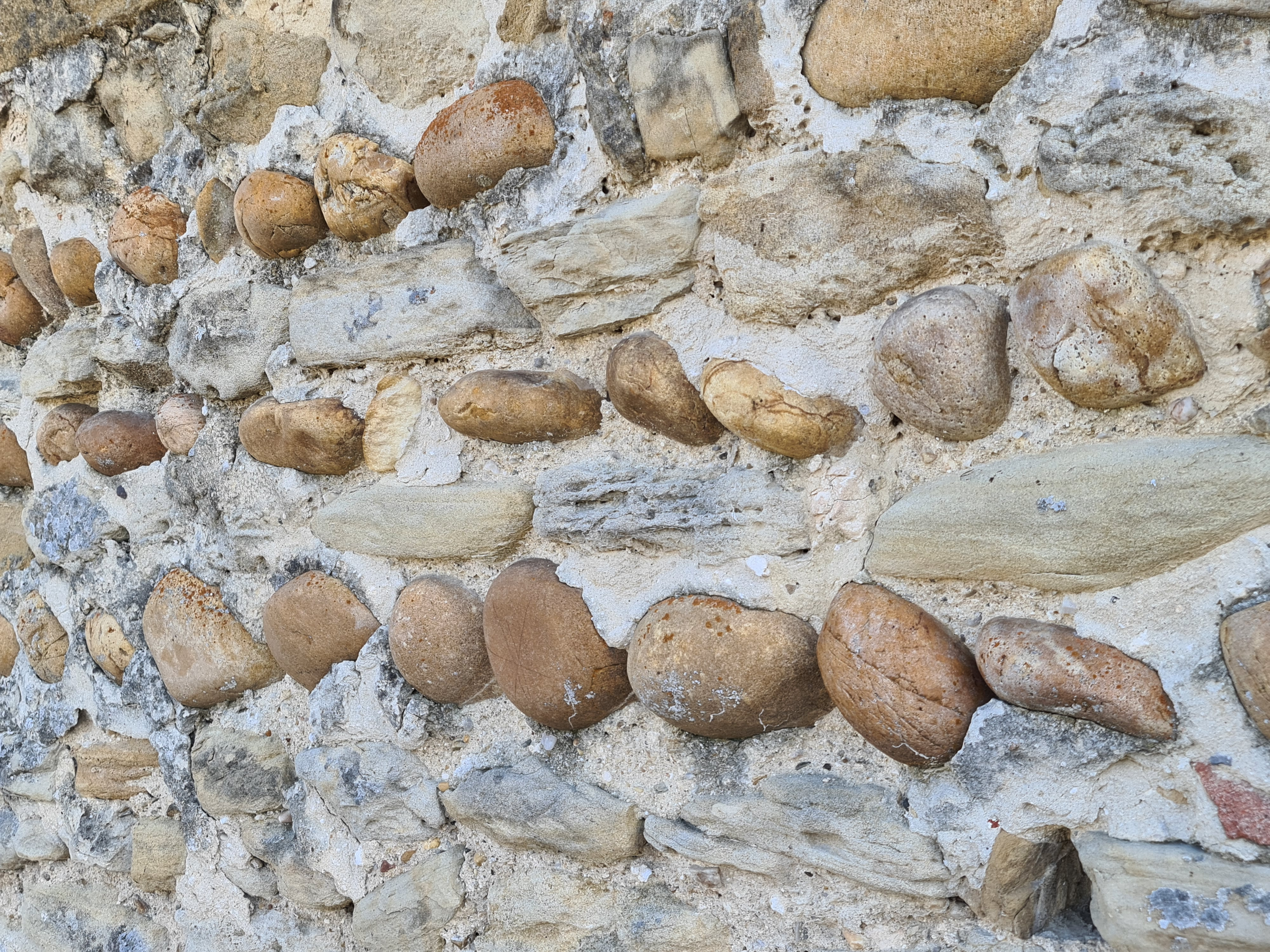
Appareil du mur nord de la nef en galet de quartzite
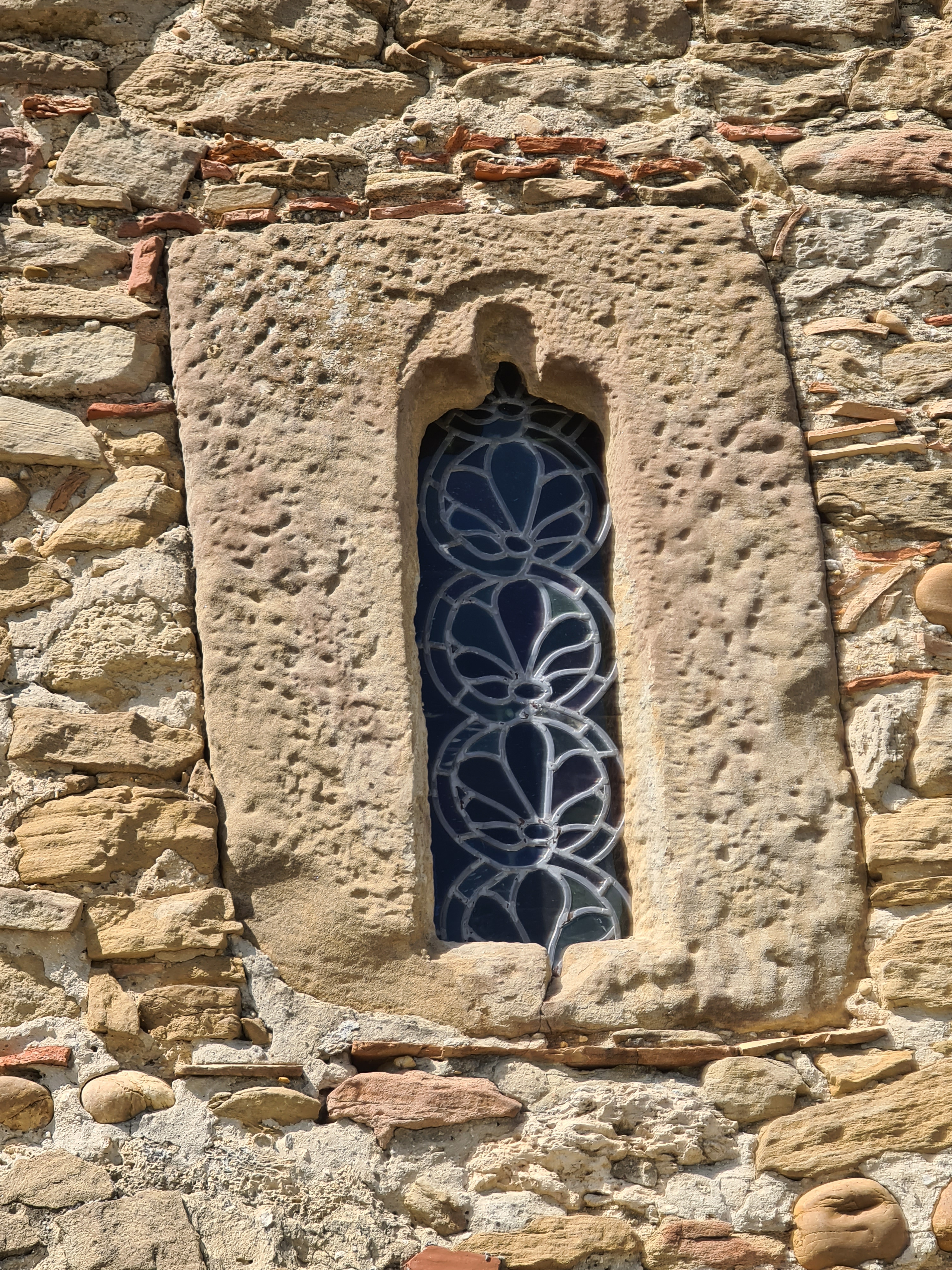
Fenêtre du mur sud, entourage monolithique
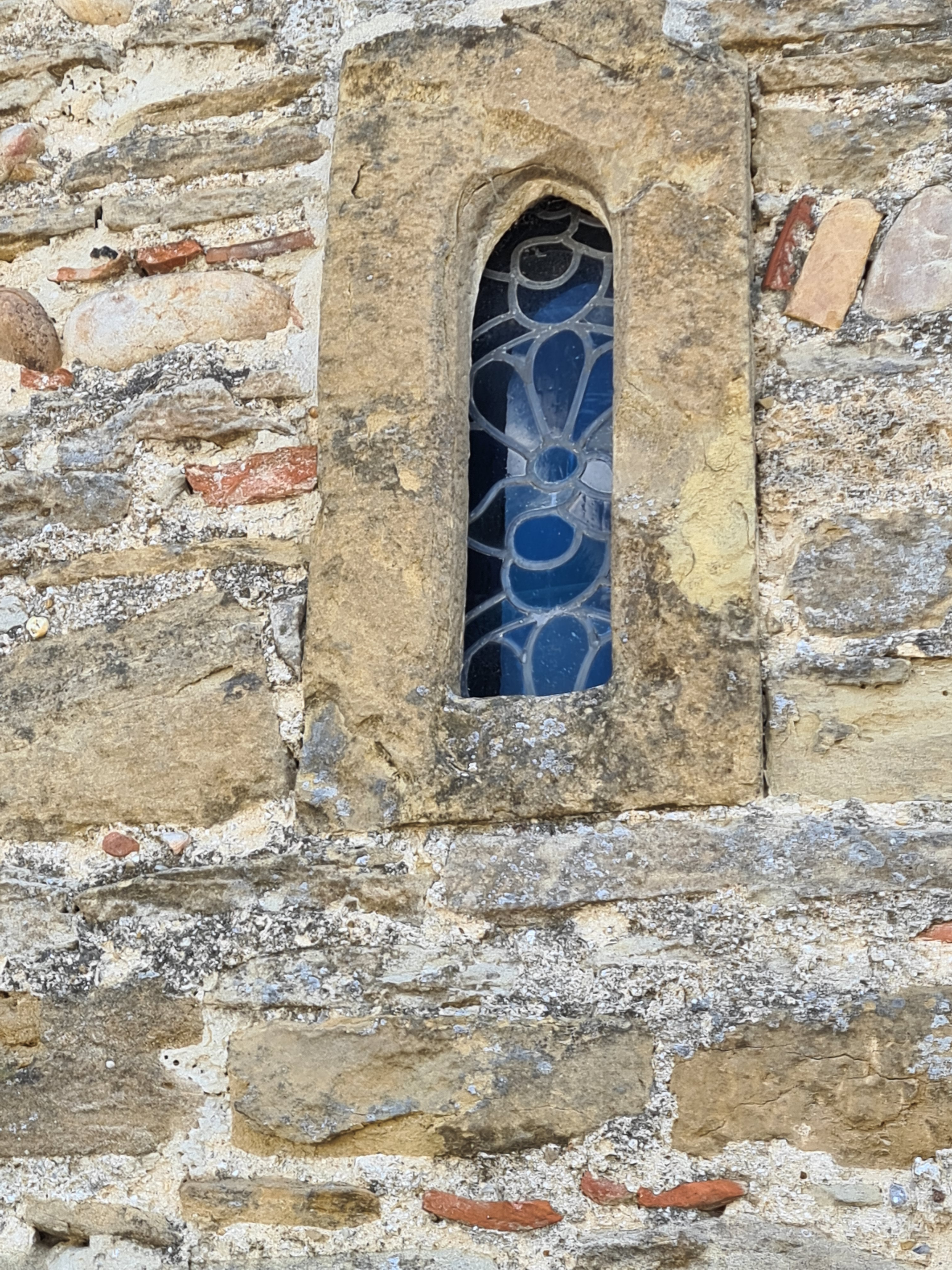
Fenêtre du mur nord, entourage monolithique
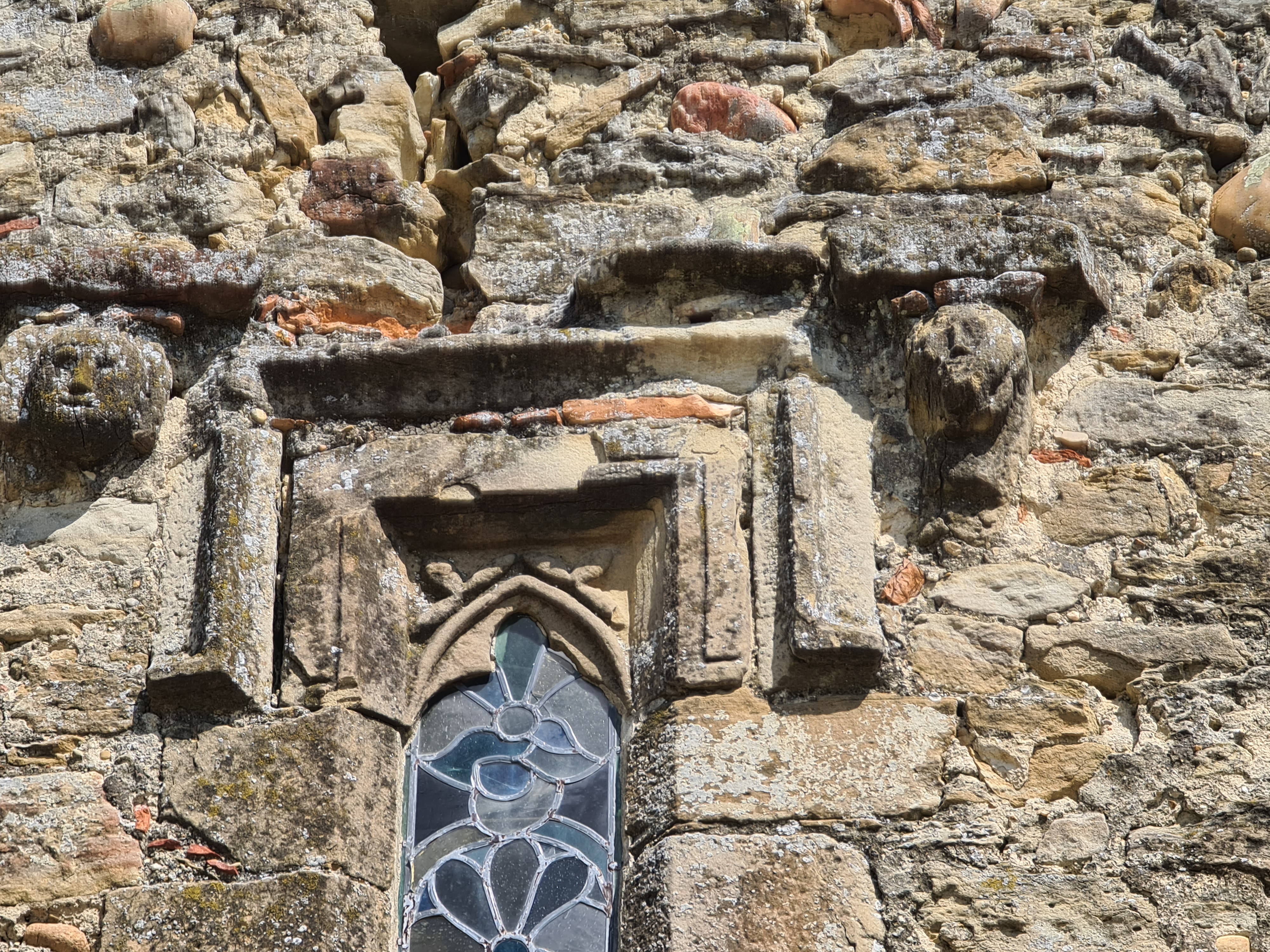
Église Saint-Romain de Surieu, Fenêtre de la façade occidentale surmontée de deux têtes
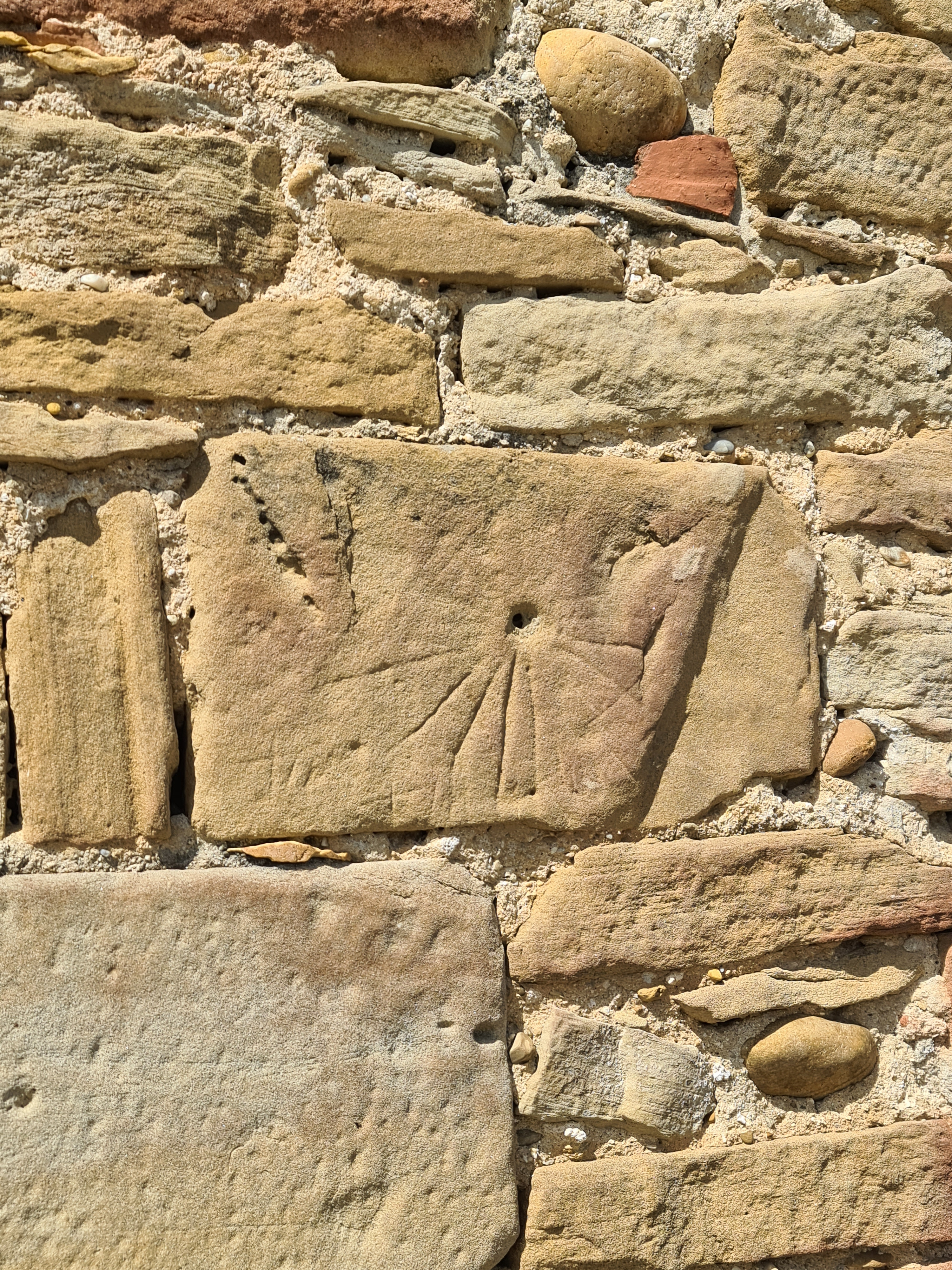
Cadran canonial
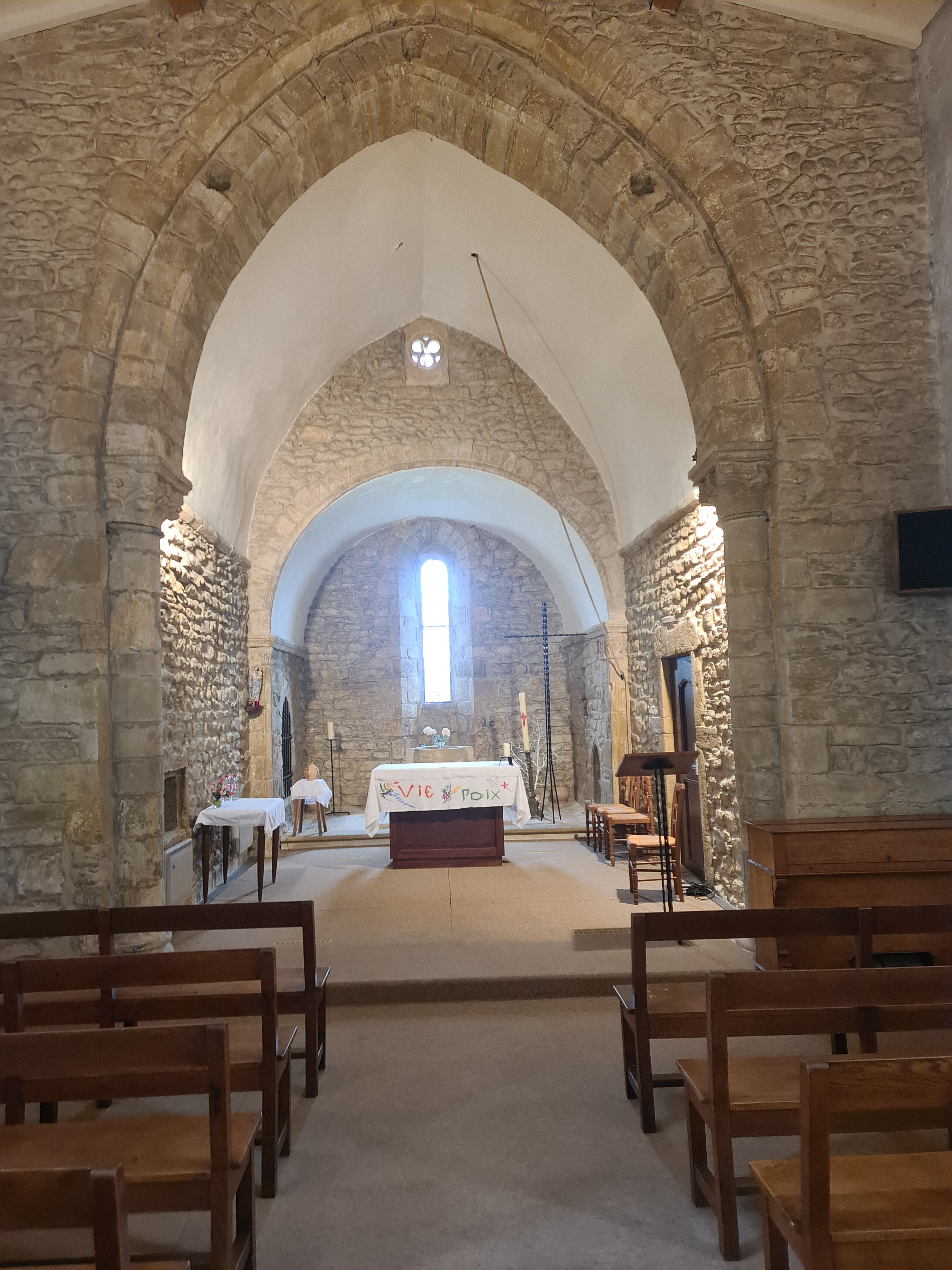
Église Saint-Romain de Surieu, intérieur
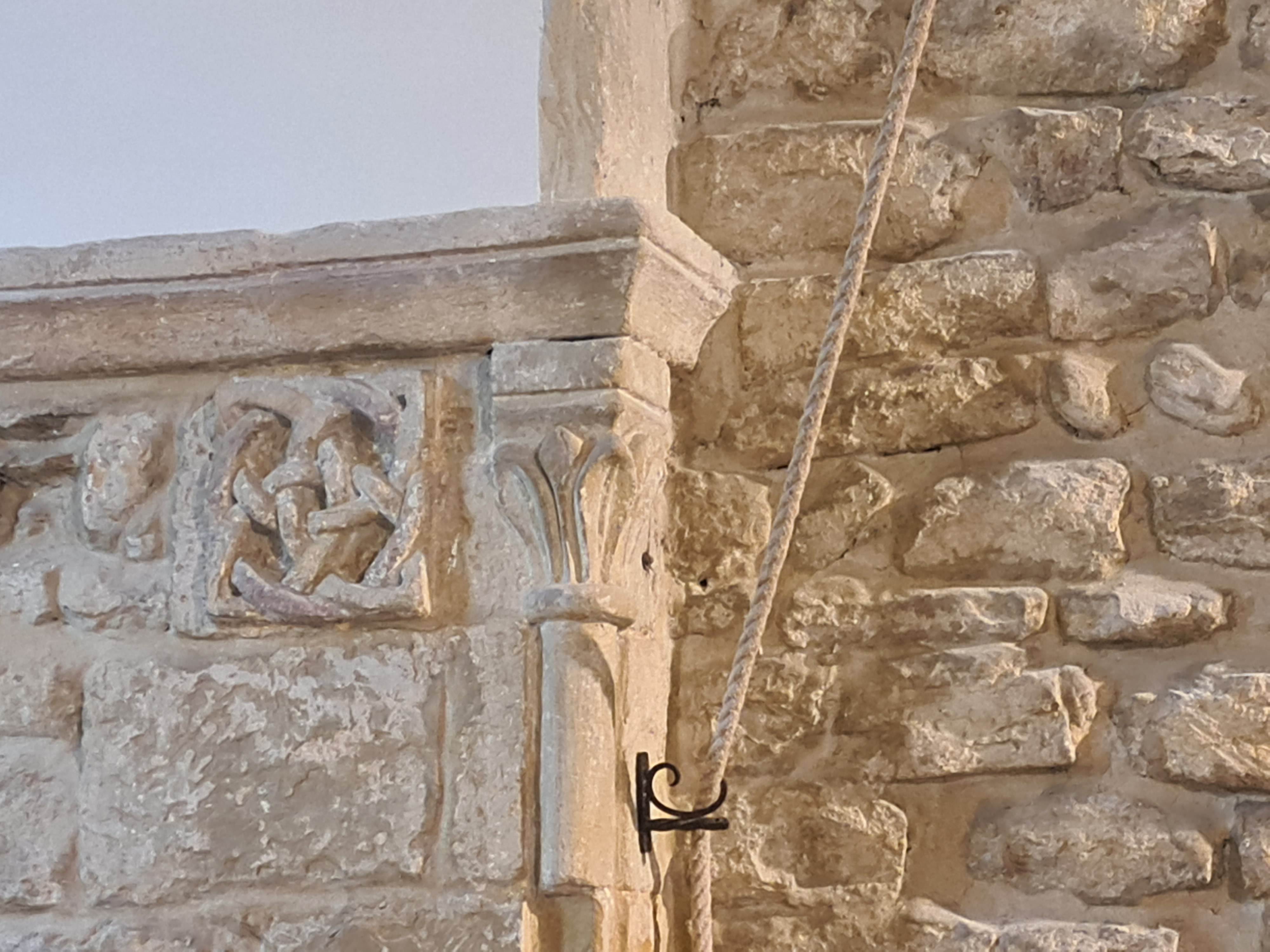
Église Saint-Romain de Surieu, décor du chœur, entrelac similaire à l'église Notre-Dame de Surieu
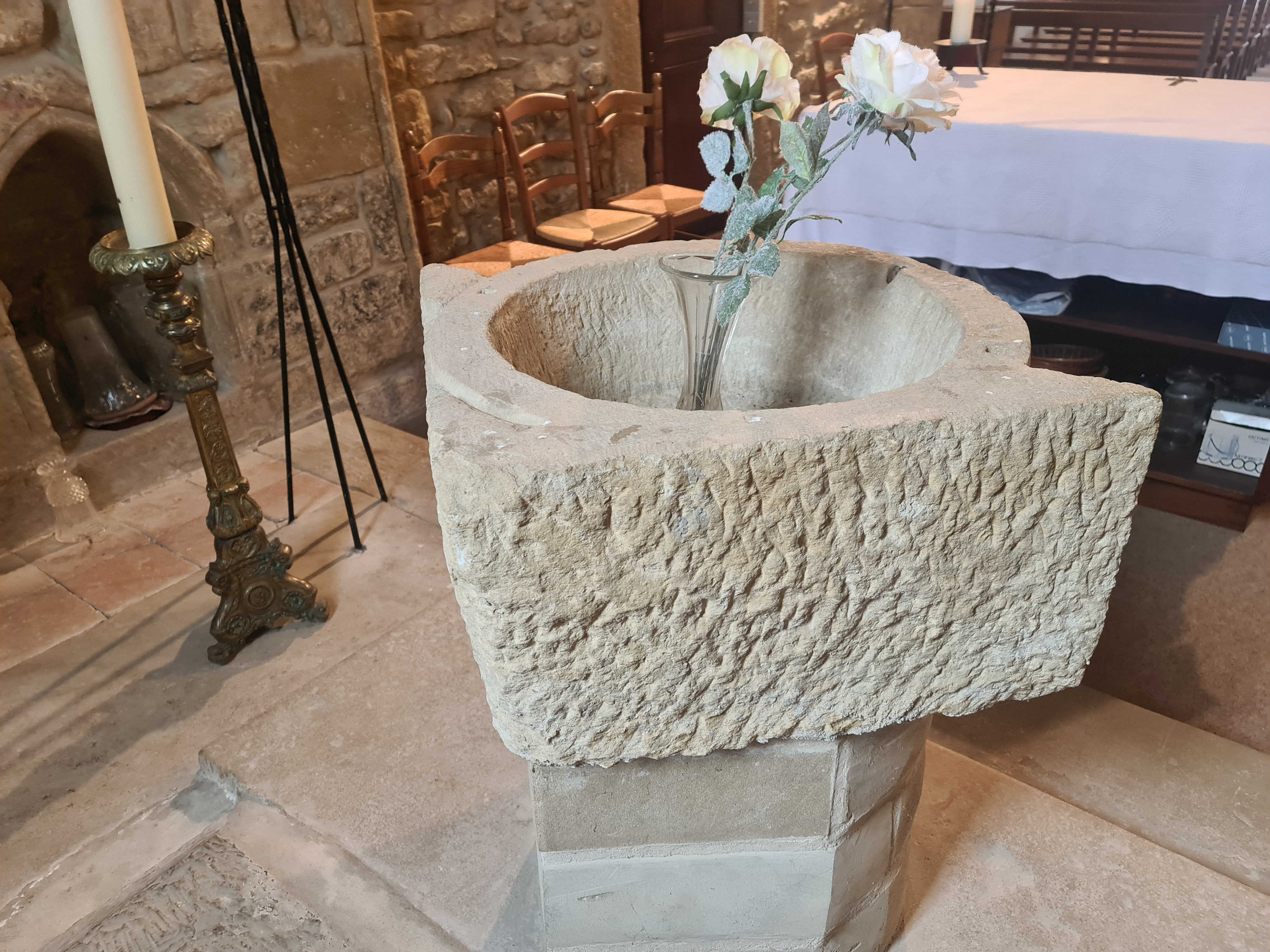
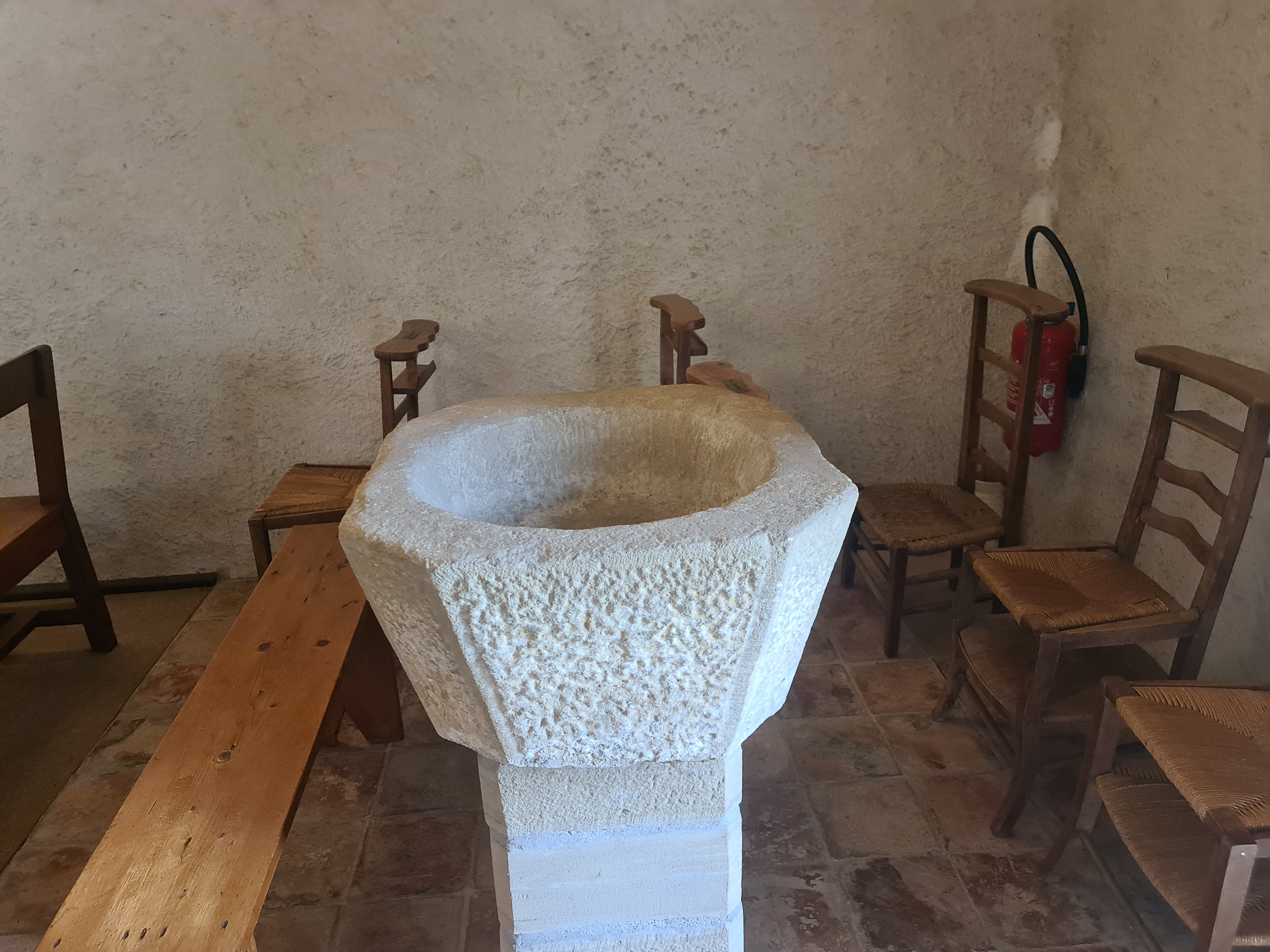